# تلوث الهواء في إيران

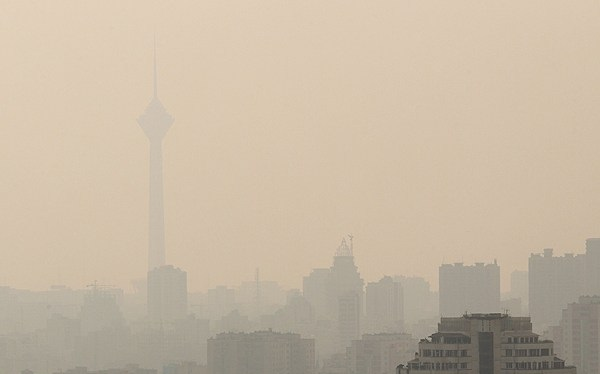
تلوث الهواء في إيران، ديسمبر 2011.

تلوث الهواء في إيران يُعد خطرًا صحيًا وبيئيًا كبيرًا. تحتل إيران المرتبة الثالثة بين أكثر دول العالم تلوثًا، كما تحتل المرتبة السادسة بين الدول الأكثر إصدارًا للانبعاثات.
يتركز تلوث الهواء في إيران بشكل كبير في المناطق الحضرية، ويُقال إنه يتسبب في وفاة 40,000 إيراني سنويًا. ويُعد التلوث المرتفع عاملًا رئيسيًا في الإصابة بأمراض متعددة، منها مرض قلبي وعائي، والأمراض العصبية، وأمراض الرئة، والعيوب الخلقية. وقد أدت التكاليف الصحية المرتبطة بالوفيات المبكرة وعلاج المرضى إلى خسارة إيران ما نسبته 3.2٪ من اقتصادها سنويًا.
ترتبط المستويات المرتفعة من الملوثات، مثل أول أكسيد الكربون والجسيمات الدقيقة، بكثافة حركة المرور في المناطق الحضرية. ففي طهران، تتسبب المركبات في النسبة الأكبر من التلوث. ووفقًا لإذاعة أوروبا الحرة، فإن الجهود الحكومية لم تنجح في التصدي للمشكلة، وفي يناير 2025، أعلنت الحكومة الإيرانية نيتها نقل العاصمة من طهران لأسباب من بينها التلوث.

## الحدوث
يمثل تلوث الهواء في إيران تحديًا بيئيًا وصحيًا عامًا كبيرًا، لا سيما في المدن الكبرى مثل طهران. وقد أُفيد بأن 40,000 إيراني يموتون سنويًا بسبب تلوث الهواء. وغالبًا ما يتجاوز مستوى جودة الهواء في طهران الحدود الخطرة، مع ارتفاع تركيز ملوثات مثل أول أكسيد الكربون (CO) والجسيمات الدقيقة (PM) عن المعايير الدولية. وتُعد انبعاثات المرور، خاصة من المحركات غير القياسية، المسبب الرئيسي للمشكلة. إذ تتسبب المركبات في أكثر من 90٪ من انبعاثات أول أكسيد الكربون في طهران، ونحو 80٪ من تلوث الهواء على مستوى البلاد. وتنتج نسبة صغيرة من المركبات، تشمل المحركات ذات الكربوراتير والدراجات النارية، حصة غير متناسبة من الملوثات، حيث تُصدر بعض الدراجات النارية ما يصل إلى 60 ضعفًا من الانبعاثات مقارنة بالسيارات القياسية. وتتجاوز قياسات الملوثات الهوائية الرئيسية، بما في ذلك جسيمات معلقة، ثنائي أكسيد الكبريت، ثنائي أكسيد النيتروجين، والأوزون الأرضي (O3)، باستمرار الحدود التي وضعتها منظمة الصحة العالمية (WHO) ووكالة حماية البيئة الأمريكية (EPA). وقال مهدي إن هذا يسهم في آلاف الوفيات المبكرة سنويًا في إيران.
وقد تم ربط تلوث الهواء بقضايا صحية عديدة في إيران. ففي طهران، ارتبطت ملوثات مثل ثاني أكسيد الكبريت (SO2) وثاني أكسيد النيتروجين (NO2) والأوزون الأرضي (O3) بوفاة 1,458 و1,050 و819 شخصًا إضافيًا على التوالي في عام 2011. وقدرت التقديرات الرسمية في عام 2013 أن هناك حوالي 4,460 وفاة سنوية في طهران تُعزى إلى تلوث الهواء. وتؤكد هذه الأرقام التأثير البالغ لسوء جودة الهواء على الصحة العامة. وتسلط التقييمات الاقتصادية الضوء على خطورة القضية؛ إذ قدّر البنك الدولي في عام 2005 أن التلوث الهوائي الحضري يتسبب في خسارة اقتصادية سنوية تبلغ 640 مليون دولار، وهو ما يعادل 0.57٪ من الناتج المحلي الإجمالي لإيران. وتشير تحليلات أحدث إلى أن إيران تحتل المرتبة الثالثة عالميًا من حيث التلوث، مع تكبد البلاد لخسائر تقدر بنحو 16 مليار دولار سنويًا بسبب تلوث الهواء.
شملت الجهود للحد من تلوث الهواء مبادرات لزراعة الأشجار وبرامج تنظيمية، لكن نتائجها كانت محدودة. وقد أعاقت الإجراءات الفعالة ضد التلوث عوامل منها ضعف إنفاذ القوانين، وتقنيات المركبات القديمة، ووسائل إنتاج الطاقة غير المعيارية أو غير القانونية.

## الآثار الصحية

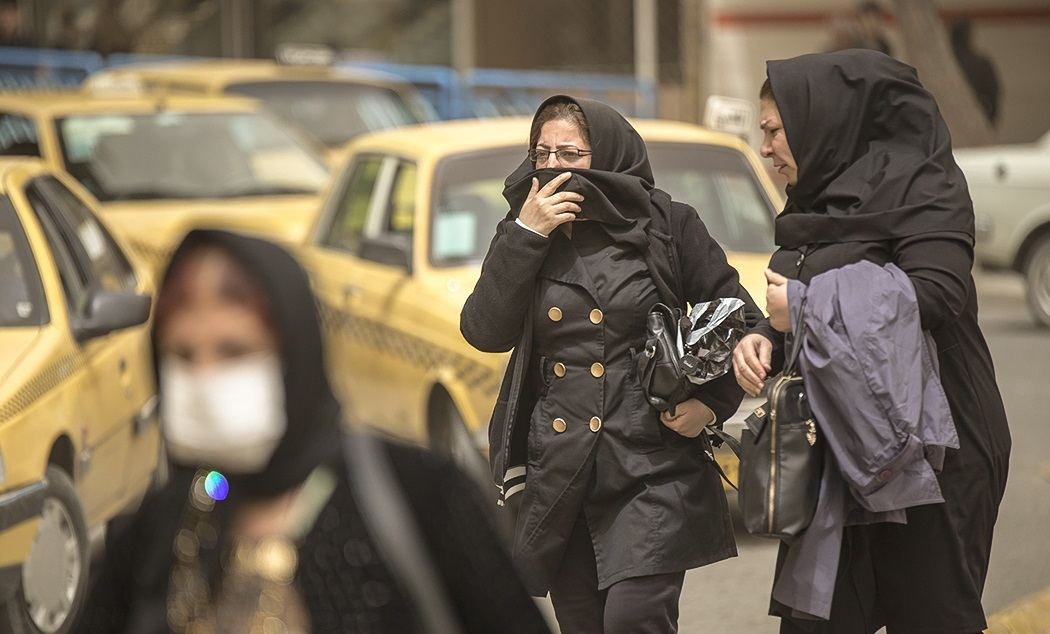
نساء يحمين أنفسهن من الغبار في سنندج

يُعد تلوث الهواء من أبرز المخاطر الصحية العالمية، ويسهم في مجموعة واسعة من الأمراض والوفيات المبكرة. وتُعد الجسيمات الدقيقة (PM2.5) ضارة بشكل خاص، لأنها تستطيع التغلغل بعمق في الرئتين والوصول إلى مجرى الدم، ما يؤدي إلى أمراض تنفسية وقلبية وعائية، وسرطانات، واضطرابات عصبية مثل مرض آلزهايمر وخرف. وتُعد الفئات الضعيفة، مثل الأطفال وكبار السن والمصابين بأمراض سابقة، الأكثر تضررًا.
تتكون الجسيمات الدقيقة، وهي مكون رئيسي من مكونات تلوث الهواء، من مزيج من الجزيئات المعلقة في الهواء، وتكون عادة في نطاق الحجم بين 2.5 و10 ميكرومتر (جسيمات معلقة إلى جسيمات معلقة). وترتبط هذه الجزيئات ارتباطًا وثيقًا بالأمراض القلبية والرئوية، مثل النوبات القلبية، وتفاقم الربو، وتراجع وظائف الرئة. وتستطيع الجزيئات الأصغر، مثل PM2.5، أن تخترق بشكل أعمق في الجهاز التنفسي، مما يزيد من خطر الإصابة بمشاكل صحية أكثر حدة. وقد رُبط التعرض طويل الأمد لتلوث الجسيمات بانخفاض متوسط العمر المتوقع بسبب زيادة معدلات الإصابة بأمراض القلب والأوعية الدموية، وسرطان الرئة، وأمراض الجهاز التنفسي مثل مرض الانسداد الرئوي المزمن (COPD). وتظهر آثار التلوث الضارة على الصحة في دراسات متعددة، مما يؤكد المخاطر الصحية الكبيرة الناجمة عن التعرض المطول للجزيئات الملوثة.
يُشكّل الأوزون الأرضي (GLO)، الذي يتكون نتيجة تفاعلات بين أكاسيد النيتروجين والمركبات العضوية المتطايرة، خطرًا كبيرًا على صحة الإنسان. إذ يُمكن أن يسبب مشاكل تنفسية، لا سيما الربو، من خلال إلحاق الضرر بأنسجة الرئة وإضعاف الوظائف الخلوية. وقد يؤدي التعرض الطويل الأمد إلى أمراض تنفسية مزمنة، وزيادة خطر تلف الحمض النووي، ومضاعفات صحية أخرى.

### العيوب الخلقية
ربطت أبحاث من جامعة ستانفورد بين التعرّض للملوثات الهوائية المرتبطة بحركة المرور خلال الحمل المبكر وزيادة خطر العيوب الخلقية الخطيرة، لا سيما عيوب الأنبوب العصبي مثل السنسنة المشقوقة وانعدام الدماغ. النساء اللاتي تعرضن لأعلى مستويات من أول أكسيد الكربون كنّ أكثر عرضة للإصابة بمقدار يقارب الضعف، في حين أن اللاتي تعرضن لأعلى مستويات من أكاسيد النيتروجين واجهن خطرًا يقارب ثلاثة أضعاف للإصابة بانعدام الدماغ.
كشفت دراسة أجرتها معاهد الصحة الوطنية الأمريكية وجود علاقة مباشرة بين تعرّض النساء الحوامل للجسيمات الدقيقة PM10 وثاني أكسيد الكبريت SO2 وانخفاض وزن المواليد، وكذلك بين التعرّض لأكاسيد النيتروجين NO، والجسيمات الدقيقة PM2.5، وثاني أكسيد النيتروجين NO2، وأول أكسيد الكربون CO والولادة المبكرة. وتبرز هذه النتائج الحاجة المُلِحّة إلى تبنّي سياسات تهدف إلى تقليل التلوث الهوائي للتقليل من مخاطر الولادة المبكرة وانخفاض وزن المواليد.

## الآثار البيئية

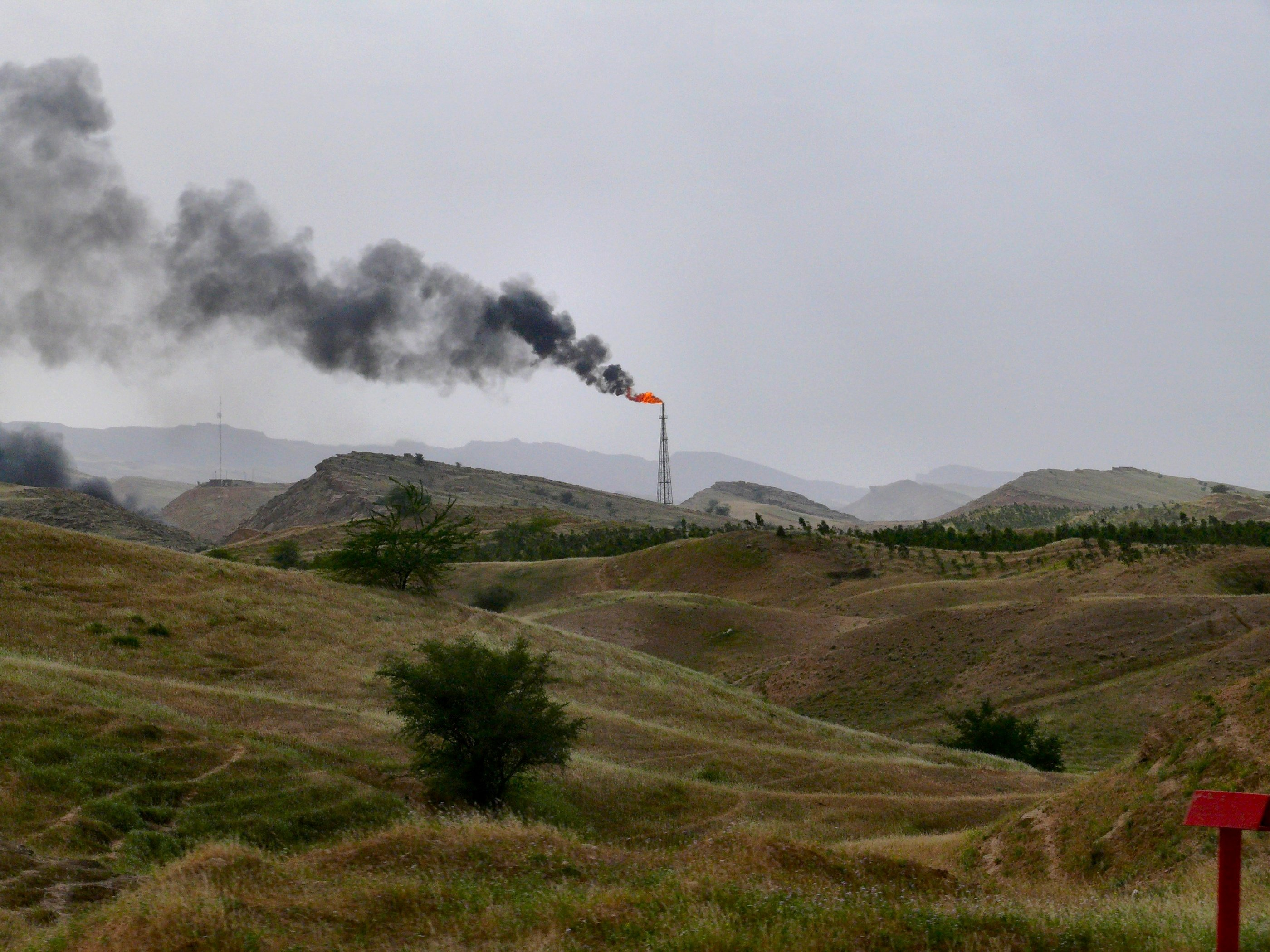
حقول النفط والغاز الطبيعي في إيران

وفقًا لماهدي، فإن تلوث الهواء له آثار بيئية، حيث يؤثر على المياه الجوفية والتربة والغلاف الجوي. كما يُشكّل تهديدًا للتنوع البيولوجي، إذ تُظهر الدراسات أن الملوثات البيئية تساهم في انقراض أنواع متعددة من النباتات والحيوانات. ويمكن أن تؤدي المواد السامة المحمولة جوًا إلى إحداث اضطرابات في حيوان. بالإضافة إلى ذلك، يؤدي تلوث الهواء إلى هطول الأمطار الحمضية، وانقلاب درجات الحرارة، ويساهم في التغير المناخي العالمي من خلال انبعاث الغازات الدفيئة. ووفقًا لتقرير إذاعة أوروبا الحرة، تُعد إيران سادس أكبر دولة في العالم من حيث انبعاثات الغازات.

## تلوث الهواء في طهران
بين عامي 2016 و2021، شهدت طهران، عاصمة إيران، تذبذبًا في جودة الهواء، حيث تجاوز مؤشر جودة الهواء (AQI) 100 في أكثر من 20٪ من أيام السنة، ما يشير إلى هواء غير صحي للفئات الحساسة. وسُجّل أسوأ تلوث في عام 2020، حيث كانت نسبة 33.43٪ من أيام السنة بمؤشر AQI أعلى من 100. ويُعدّ هذا تحولًا ملحوظًا مقارنةً بالسنوات السابقة، إذ أظهرت دراسات أجريت بين 2012 و2017 أن حوالي 32٪ من الأيام شهدت جودة هواء غير صحية. ومع ذلك، تحسنت جودة الهواء في المدينة إلى حد ما في السنوات التالية لإصدار قانون الهواء النظيف في إيران عام 2017، والذي لعب دورًا كبيرًا في تقليل مستويات التلوث.
في عام 2020، كشفت التوزيعات الشهرية لمؤشر AQI في طهران عن تباينات كبيرة. كان شهر مارس هو الشهر الوحيد الذي شهد هواءً نقيًا نسبيًا، حيث استوفت 13٪ من الأيام معايير جودة الهواء. ومن مارس حتى أكتوبر، كانت جودة الهواء معتدلة عمومًا، حيث سجلت أشهر مايو وأبريل وأكتوبر أعلى نسبة من الأيام ذات جودة هواء مقبولة. ومع ذلك، تجاوز مؤشر AQI مستوى 100 في أكثر من 50٪ من أيام شهور ديسمبر ونوفمبر ويناير، وكان ديسمبر الأسوأ من حيث جودة الهواء. يتماشى هذا النمط من التلوث في أشهر الشتاء مع الاتجاهات المرصودة في مناطق أخرى، حيث تؤدي درجات الحرارة المنخفضة وانخفاض حركة الهواء إلى إعاقة انتشار الملوثات.
يرجع التباين الموسمي في جودة الهواء بطهران، من بين عوامل أخرى، إلى ظاهرة انقلاب درجات الحرارة والظروف الجوية التي تحدّ من حركة الهواء. وخلال الأشهر الباردة، يزيد استخدام الوقود الأحفوري للتدفئة، ما يؤدي إلى تفاقم مستويات التلوث. ومن المثير للاهتمام أن جودة الهواء في طهران تحسنت خلال فصلي الربيع والصيف، وهما الفترتان اللتان تشهدان عادة تلوثًا أقل. إلا أن العواصف الغبارية التي تحدث في أواخر الربيع وأوائل الصيف تؤدي إلى ارتفاع كبير في تركيزات الجسيمات العالقة (PM)، مما يزيد من المخاطر الصحية.
التغيرات الموسمية

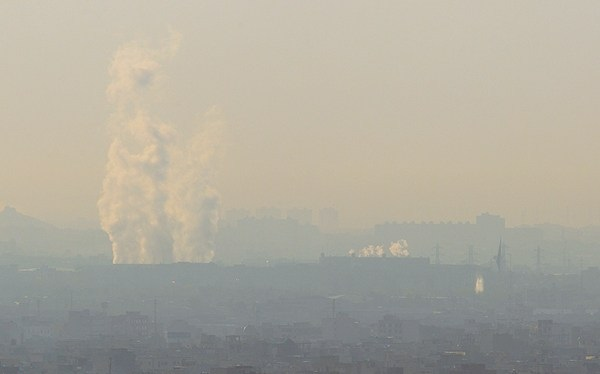
تلوث الهواء في طهران، ديسمبر 2011

أظهرت التغيرات الموسمية في تراكيز ملوثات الهواء خلال الفترة 2017-2023 أن فصل الربيع يشهد أدنى تراكيز للملوثات مثل الجسيمات الدقيقة PM2.5، وأكاسيد النيتروجين NO2، وثاني أكسيد الكبريت SO2، وأول أكسيد الكربون CO، بينما تظهر أعلى المستويات في فصلي الخريف والشتاء.
يعكس هذا الاتجاه علاقة عكسية مع درجة الحرارة، حيث تزداد مستويات التلوث في الشهور الباردة بسبب عوامل مثل زيادة استخدام المركبات، والتدفئة، وضعف الحمل الجوي. كما أن طبقة الحدود السطحية الضحلة خلال الشتاء تحد من انتشار الملوثات، مما يؤدي إلى تراكمها قرب السطح.
على العكس من ذلك، تظهر مستويات الأوزون (O3) ارتباطًا مباشرًا مع درجة الحرارة، حيث تبلغ ذروتها في الصيف وتنخفض في الشتاء. وتسهّل الظروف المناخية، خصوصًا في المناطق الحضرية، تكوين الأوزون.
مصادر الانبعاث
أظهر سجل الانبعاثات الصادر عن الهواء الجوي في طهران أن المصادر المرورية مسؤولة عن نسبة كبيرة من التلوث الإجمالي في المدينة، حيث تساهم بحوالي 84% مقارنةً بـ 16% من المصادر الثابتة. ومن بين المصادر الثابتة، تعد محطات الطاقة الأكبر في الانبعاث، حيث تطلق 40,650 طنًا من الملوثات سنويًا، بينما تسهم السكك الحديدية بأقل قدر. وتسيطر المصادر المتنقلة، لا سيما السيارات الخاصة والدراجات النارية، على الانبعاثات، حيث تسهم السيارات الخاصة بـ 264,417 طنًا سنويًا، تليها الدراجات النارية بـ 149,952 طنًا سنويًا. وتبلغ إجمالي الانبعاثات السنوية في طهران حوالي 701,039 طنًا، مع كون أهم الملوثات هي أول أكسيد الكربون (CO)، والمركبات العضوية المتطايرة (VOCs)، وأكاسيد النيتروجين (NOx). ويعكس هذا زيادة كبيرة في انبعاثات المصادر المرورية، حيث نما الحصص من 70% إلى 84% في السنوات الأخيرة نتيجة لعوامل مثل تحسين جودة الوقود، وزيادة عدد السيارات المسجلة، والتطورات التكنولوجية في المركبات.
تعد المصادر المرورية أكبر المساهمين في تلوث الهواء، حيث تبرز السيارات الخاصة كمصدر رئيسي لأول أكسيد الكربون والمركبات العضوية المتطايرة، فيما تنتج الشاحنات الثقيلة أعلى مستويات أكاسيد النيتروجين والجسيمات الدقيقة PM2.5.

## التكاليف الاقتصادية
أدت آثار تلوث الهواء على الصحة إلى تكاليف اقتصادية كبيرة. حيث ارتبط التعرض الطويل الأمد لملوثات الهواء مثل PM2.5 بأمراض مزمنة مثل مرض الانسداد الرئوي المزمن (COPD)، ومرض القلب التاجي، وسرطان الرئة، والسكري، وقد فرضت هذه الأمراض أعباء اقتصادية كبيرة على نظام الرعاية الصحية.
تتسبب تكاليف العلاج لهذه الأمراض، إلى جانب خسائر الإنتاج الناتجة عن فقدان العمالة، في خسائر اقتصادية.
على وجه الخصوص، قدرت التكلفة السنوية للوفيات الناجمة عن التعرض لجسيمات PM2.5 في إيران بحوالي 110,713 مليون دولار أمريكي، ما يعادل نحو 3.7% من الناتج المحلي الإجمالي للبلاد في عام 2018.
فيما يخص تكاليف العلاج، تبين أن أمراض القلب والأوعية الدموية تتكبد أعلى النفقات، تليها السكري وسرطان الرئة. على سبيل المثال، بلغت تكلفة علاج أمراض القلب والأوعية الدموية 494,543,115 ريالًا إيرانيًا في عام 2021، مع تكلفة سنوية تبلغ 1881 دولارًا أمريكيًا لكل مريض.
كما أن أمراضًا أخرى مثل مرض الانسداد الرئوي المزمن، والسكتة الدماغية، والسكري، قد سببت تكاليف علاجية كبيرة أيضًا.

## إجراءات الحكومة
سعى قانون الهواء النظيف لعام 2017، الذي أُقر في عهد الرئيس حسن روحاني، إلى تخفيف الأزمات البيئية في إيران من خلال تقليل مستويات الكبريت في المازوت، وتحديث البنية التحتية للنقل، وإلزام استخدام وقود يورو 4 الأنظف حرقًا. ومع ذلك، واجه تنفيذ القانون عراقيل، خاصةً في الشتاء عندما أدت نقص الغاز الطبيعي إلى زيادة حرق المازوت، مما تسبب في تلوث هوائي حضري حاد وأثار غضبًا شعبيًا. كشفت التقارير أن معظم المازوت المنتج تجاوز الحدود المسموح بها لمستويات الكبريت، في حين تأخرت إنتاجية الوقود الأنظف، رغم وعود المسؤولين بمعالجة المشكلة.
في يناير 2025، أعلنت الحكومة الإيرانية أنها ستنقل عاصمتها إلى منطقة مكران بسبب ارتفاع مستويات التلوث، إلى جانب مشاكل أخرى في طهران.